# Fyllingen

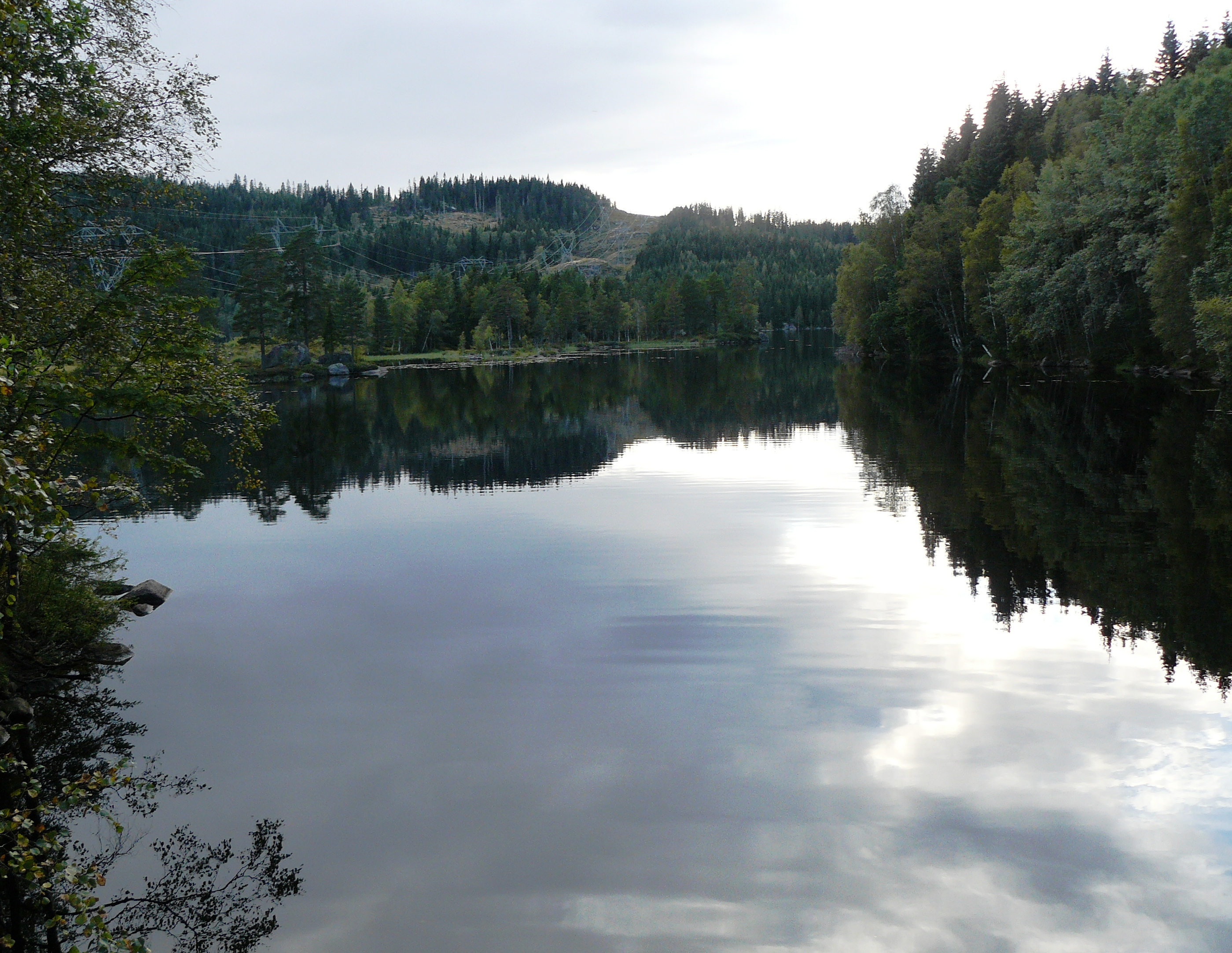
Fyllingen

Fyllingen (349 meter över havet) är en sjö i Nordmarka väster om Bjørnsjøen. Sjön är delad i två delar och omtalas ofta som två sjöar, Østre Fyllingen och Vestre Fyllingen.